# Hakkarekoppa, Sagar
Hakkarekoppa là một làng thuộc tehsil Sagar, huyện Shimoga, bang Karnataka, Ấn Độ.